# Grey Abbey
Grey Abbey (Iugum Dei; irisch: Mainistir Liath) ist eine ehemalige Zisterzienserabtei in Nordirland im Vereinigten Königreich. Sie lag in der Grafschaft Down nördlich des Dorfs Greyabbey im Gebiet des Ards and North Down District.

## Geschichte
Das Kloster wurde 1193 von Affreca, der Tochter des Königs von Man und Ehefrau von John de Courcy gegründet, als Tochterkloster von Holme Cultram Abbey in Cumbria, England, einem Tochterkloster des Klosters Melrose in Schottland. Es gehörte damit der Filiation der Primarabtei Clairvaux an. Während der Invasion von Edward Bruce (1315 bis 1318) wurde das Kloster zerstört. Es wurde 1541 aufgelöst und in der Folgezeit zerstört. Jedoch erhielt die Kirche im 17. Jahrhundert ein neues Dach und diente bis 1778 als Pfarrkirche. Unsachgemäße Restaurierungen des 19. Jahrhunderts führten zum weiteren Verfall.

## Bauten und Anlage
Vom Kloster haben sich umfangreiche Ruinen im Stil der Gotik erhalten, und zwar die Ruinen der Abteikirche – hervorzuheben ist das Westportal – und einiger Konventsgebäude aus der Zeit bis 1250. Das Kloster gilt als erstes gotisches Gebäude in der Provinz Ulster.